# Macrobrachium olfersii
Macrobrachium olfersii, vulgarmente chamado de pitu e camarão-d’água-doce, é um camarão da família dos palemonídeos (Palaemonidae). É nativo das regiões lacustres do sudeste dos Estados Unidos, na América do Norte, até o sul do Brasil, na América do Sul. No Brasil, em 2005, foi classificado como vulnerável na Lista de Espécies da Fauna Ameaçadas do Espírito Santo; e em 2018, como pouco preocupante na Lista Vermelha do Livro Vermelho da Fauna Brasileira Ameaçada de Extinção do Instituto Chico Mendes de Conservação da Biodiversidade (ICMBio).

## Etimologia
Pitu, de acordo com o Dicionário Histórico das Palavras Portuguesas de Origem Tupi (DHPT), vem do tupi pi'tu no sentido de "espécie de camarão". Para Antenor Nascentes, por sua vez, derivou do tupi pï'tu ("casca escura"). Foi citado a primeira vez em 1817 como pitú.

## Descrição
Macrobrachium olfersii possui dimorfismo sexual, com os machos apresentando tamanho maior e quelípodos grandes com muitas cerdas e espinhos; e as fêmeas apresentando tamanho menor e câmara incubadora, situada na parte ventral do abdome, para transportar os ovos em desenvolvimento. Ambos têm carapaça translúcida com coloração que varia de amarelo pálido a verde. As fêmeas podem transportar até dois mil ovos na câmara incubadora, cujo volume aproximado é de 0,045 milímetros cúbicos. O tempo de incubação é de 14 dias, quando a temperatura da água se mantém em torno de 24 °C, e após a eclosão surgem larvas livre-natantes.